# Audrey Lacroix
Pour les articles homonymes, voir Lacroix.
Audrey Lacroix, née le 17 novembre 1983 à Pont-Rouge au Québec, est une nageuse canadienne, plusieurs fois médaillée dans de nombreuses compétitions internationales. Son entraîneur est Claude St-Jean.

## Biographie
En 2002, Audrey Lacroix et Marianne Limpert se sont qualifiées pour les Jeux du Commonwealth à Manchester en Angleterre. Ses nageurs se sont mérités quarante-cinq (45) médailles sur le circuit des Championnats du monde.
En 2003, Audrey Lacroix a remporté une médaille d'or et trois médailles d'argent aux Jeux panaméricains en République Dominicaine. 
En 2004, Audrey Lacroix a remporté une médaille de bronze aux Championnats du monde d'Indianapolis. 
En 2005, Audrey Lacroix s'est qualifiée pour les Championnats du monde de Montréal. 
En 2006, Audrey Lacroix a remporté deux médailles de bronze aux Jeux du Commonwealth en Australie et a battu le record canadien du 100 mètres papillon. Elle a été finaliste aux Championnats Pan Pacifique à Victoria et s'est qualifiée pour les Championnats du Monde FINA 2007 en Australie, où elle s'est classée 5e au 200 mètres papillon, réalisant un temps qui l'a propulsé parmi les meilleures au monde. 
En 2008, Audrey Lacroix a également participé aux Jeux olympiques de Pékin, participant à la demi-finale du 200 mètres papillon ainsi qu'à la finale du relais 4×100 libre féminin.